# 张振中
张振中（1961年3月—），陕西韩城人，中国人民解放军中将军衔。

## 生平
1983年于西北工业大学毕业。曾任酒泉卫星发射中心参谋长、副司令员，西昌卫星发射中心司令员，海南文昌发射场区总指挥，火箭军基地司令员等职。2016年7月，任中国人民解放军火箭军副司令员。2022年3月出任中央军委联合参谋部副参谋长。
2017年授中将军衔。中国共产党第十九届中央委员会候补委员。
2023年7月28日，香港《南华早报》引述知情人士报道，包括张振中在内的三名军队领导已被中共中央军委反腐机构调查人员带走，疑似与火箭军腐败案有关。2023年7月7日，张振中因涉嫌严重违纪违法被罢免第十四届全国人民代表大会代表职务，并于12月29日公示。